# شعبة المعلومات (لبنان)
شعبة المعلومات، هي وحدة المخابرات التابعة لمديرية قوى الأمن الداخلي اللبنانية، تأسست في 6 آب (أغسطس) 1993 بموجب المرسوم رقم 3904. وتشمل مهامها الرئيسية جمع المعلومات الاستخباراتية والعسكرية، والتحقيق الجنائي،  والتجسس، ومكافحة التجسس ومكافحة الإرهاب. بصفتها ثقلًا موازنًا لوحدة استخبارات الجيش اللبناني، فتم تدريب جهاز المديرية العامة لقوى الأمن الداخلي اللبنانية - شعبة المعلومات من قبل الولايات المتحدة وفرنسا وألمانيا. حيث تم تدريب قوتها الضاربة في جبال الألب، وهي مجهزة بأسلحة نارية وأجهزة متطورة.   وتعتبر شعبة المعلومات من أقوى الأجهزة الأمنية في لبنان، وتعرض أفرادها للاغتيالات ومحاولات الاغتيال أبرزها تفجير بيروت، تشرين الأول 2012. 